# 湯野村 (石川県)
湯野村（ゆのむら）は石川県能美郡にあった村。現在の能美市中部の南端、九谷焼資料館の周辺にあたる。

## 歴史
- 1889年（明治22年）4月1日 - 町村制の施行により、湯谷村、石子村、和田村及び佐野村の区域をもって、湯野村が発足する。
- 1907年（明治40年）8月5日 - 湯野村、長野村及び寺井村が合併して、寺井野村が発足する。

## 交通

### 鉄道路線
後に北陸鉄道能美線の湯谷石子駅・加賀佐野駅が所在したが、当時は未開業。